# Eiður Guðjohnsen
Eiður Smári Guðjohnsen (vaak gespeld als: Eidur Gudjohnsen) (Reykjavik, 15 september 1978) is een voormalig IJslands voetballer die voornamelijk speelde als aanvaller, later als middenvelder.
Guðjohnsen won in dienst van drie verschillende clubs (namelijk met PSV, Chelsea en FC Barcelona) vier landskampioenschappen en hij won met FC Barcelona zowel de UEFA Champions League als de UEFA Super Cup. Guðjohnsen debuteerde in 1996 in het IJslands voetbalelftal, waarvoor hij daarna 88 interlands speelde en 26 keer scoorde. Zijn laatste interland speelde hij op Euro 2016, het eerste grote toernooi waar IJsland ooit aan deelnam. Guðjohnsen en IJsland haalden de kwartfinales en werden uitgeschakeld door Frankrijk.
Eiður Guðjohnsen is een zoon van voormalig profvoetballer Arnór Guðjohnsen (onder meer RSC Anderlecht en Sporting Lokeren) en de vader van profvoetballers Svein Aron en Andri Guðjohnsen. Eiður en Arnór Guðjohnsen speelden in 1996 met de nationale ploeg in dezelfde wedstrijd, hoewel niet op hetzelfde moment (Arnór werd gewisseld voor Eiður): een unicum in de geschiedenis van het betaalde voetbal. Dat is niet het laatste opmerkzame feit over Eiður Guðjohnsen. 
In tegenstelling tot de meeste IJslanders hoeft zijn naam niet verbogen te worden als officiële benaming. De naam eindigt niet op '-son', maar op '-sen'. Zijn vader heet Arnór, niet 'Gudjohn'. Desgevallens had hij 'Eiður Arnórsson' geheten (letterlijk: Eiður, zoon van Arnór / Eiður, Arnórs zoon) en had men Guðjohnsen aangesproken met 'Eiður'. Guðjohnsen is een volwaardige familienaam vanwege een in IJsland gestemde wet uit de jaren 10 en 20 van de 20e eeuw, waarvan zijn familie gebruik maakte voor men de wetgeving aanpaste. 'Eiður' fungeert als in de Nederlandstalige cultuur, als een informele, vertrouwelijke dan wel vriendschappelijke aanspreking. 'Eiður' (voornaam) en 'Guðjohnsen' (familienaam) zijn allebei correct.

## Clubcarrière

### Jeugd
Guðjohnsen groeide op in Brussegem in België, waar zijn vader Arnór toen als voetballer werkzaam was. Guðjohnsen spreekt hierdoor vloeiend Nederlands. Hij was in die periode supporter van RSC Anderlecht. Zelf voetbalde hij voor een bescheiden club uit Brussegem. Later keerde hij terug naar IJsland en belandde hij bij Valur. Reeds als tiener maakte hij zijn debuut in de IJslandse competitie.

### PSV
In de zomer van 1995 verhuisde Guðjohnsen naar PSV. De aanvaller speelde in zijn eerste seizoen 13 competitiewedstrijden voor de club uit Eindhoven. Hij was in die periode een teamgenoot van onder meer Ronaldo, Luc Nilis, Boudewijn Zenden, Gilles De Bilde, Phillip Cocu en Marc Degryse. In 1996 brak Guðjohnsen zijn enkel tijdens een jeugdinterland, waarna hij ook een peesontsteking opliep. De dokters voorspelden dat Guðjohnsen nooit nog een hoog niveau zou halen.
PSV verbrak zijn contract en liet Guðjohnsen terugkeren naar zijn vaderland.

### Bolton Wanderers
In 1998 toonde Guðjohnsen bij KR dat hij nog steeds over voldoende voetbalkwaliteiten beschikte. Hij speelde zich in de kijker van Bolton Wanderers en wist toenmalig coach Colin Todd te overtuigen. De IJslander kreeg in 1998 een contract, maar kampte op dat ogenblik nog met overgewicht en was niet fit genoeg om een belangrijke rol te spelen. Begin 1999 werd hij een volwaardig lid van de kern. De blonde aanvaller moest het vertrek van Nathan Blake en landgenoot Arnar Gunnlaugsson opvangen. In het seizoen 1999/00 werd Guðjohnsen een vaste waarde bij de club uit de First Division. Over alle competities heen speelde hij dat seizoen meer dan 50 wedstrijden voor The Trotters.

### Chelsea
In 2000 liet Bolton, dat in financiële moeilijkheden zat, hem voor £4 miljoen vertrekken naar het Chelsea van trainer Gianluca Vialli. Hij vormde er een succesvol aanvalsduo met Jimmy Floyd Hasselbaink. In zijn eerste seizoen veroverde hij meteen de FA Charity Shield.
In januari 2003 kwam aan het licht dat Guðjohnsen gokverslaafd was. Hij had in vijf maanden tijd zo'n £400,000 verloren. Hij raakte in de periode dat hij geblesseerd was verveeld en zocht zijn toevlucht in gokken.
Als aanvaller toonde Guðjohnsen regelmatig dat hij over een uitstekende techniek beschikte. Toen José Mourinho in 2004 coach werd van Chelsea werd de IJslander omgevormd tot een aanvallend ingestelde middenvelder. Hij werd zowel op de flanken als net achter de spitsen geposteerd. In sommige gevallen werd hij ook als spits of als verdedigende middenvelder uitgespeeld. Het eerste seizoen onder Mourinho werd een groot succes. Guðjohnsen veroverde met Chelsea de landstitel en de Football League Cup. Met spelers als John Terry, Frank Lampard, Arjen Robben, Petr Čech en Didier Drogba beschikte The Blues over klinkende namen. In 2006 wist Chelsea zijn titel te verlengen.
Met de komst van de steenrijke voorzitter Roman Abramovich trok de club jaarlijks grote namen aan. Guðjohnsens toekomst bij de club werd onzeker toen in 2006 onder meer Andrij Sjevtsjenko, Salomon Kalou en Michael Ballack in Londen neerstreken. De IJslander werd gelinkt aan onder meer Real Madrid en Manchester United.

### FC Barcelona

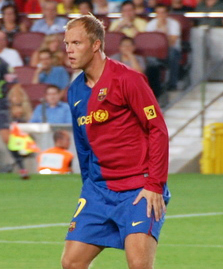
Guðjohnsen als speler van FC Barcelona (2008)

Op 14 juni 2006 tekende Guðjohnsen bij FC Barcelona, waar hij beschouwd werd als de opvolger van Henrik Larsson. De Catalanen betaalden zo'n €12 miljoen voor zijn transfer. Hij werd de eerste IJslandse speler in de geschiedenis van de club. In oktober 2006 scoorde hij in de UEFA Champions League tegen zijn voormalige club Chelsea. Een jaar eerder had hij met Chelsea ook al eens gescoord tegen Barcelona. Chelsea kegelde Barça toen uit de Champions League. In het seizoen 2006/07 vloog Barcelona er opnieuw in de tweede ronde uit, ditmaal was Liverpool te sterk. Guðjohnsen sloot de Europese campagne af als topschutter van het elftal en deed het dus beter dan sterren als Ronaldinho, Lionel Messi en Samuel Eto'o.
Desondanks kon Guðjohnsen nooit uit de schaduw treden van kleppers als Ronaldinho en Messi. De supporters en ook trainer Frank Rijkaard zagen voor hem niet echt een toekomst in Barcelona. Hij werd in de zomer van 2007 dan ook aan meerdere clubs uit de Premier League gelinkt. Maar mede door een blessure kwam het nooit tot een transfer. Guðjohnsen bleef bij Barcelona, hoewel hij er nu ook de concurrentie van Thierry Henry en Bojan Krkić had bijgekregen. Hoewel hij geen titularis was onder Rijkaard kwam hij in het seizoen 2007/08 toch 34 keer in actie.
Na het seizoen nam coach Josep Guardiola de leiding over. De gewezen speler van Barcelona was van plan om tal van spelers de laan uit te sturen en dus werd Guðjohnsen opnieuw aan verscheidene Engelse clubs gelinkt. Vooral West Ham United and Portsmouth toonden concrete interesse. Maar de IJslander speelde zich in oefenwedstrijden in de kijker en kon daardoor rekenen op het vertrouwen van Guardiola. Vanaf september 2008 werd hij opnieuw een vaste waarde bij Barcelona en speelde hij zijn beste seizoen voor de club. In 2009 won hij met Barça de landstitel en de Champions League-finale. Guðjohnsen zat in de finale 90 minuten op de bank, wel speelde hij mee in vijf wedstrijden tijdens het toernooi. Ook toen de club in augustus 2009 om de UEFA Super Cup streed, kwam hij niet van de bank.

### AS Monaco en Tottenham Hotspur

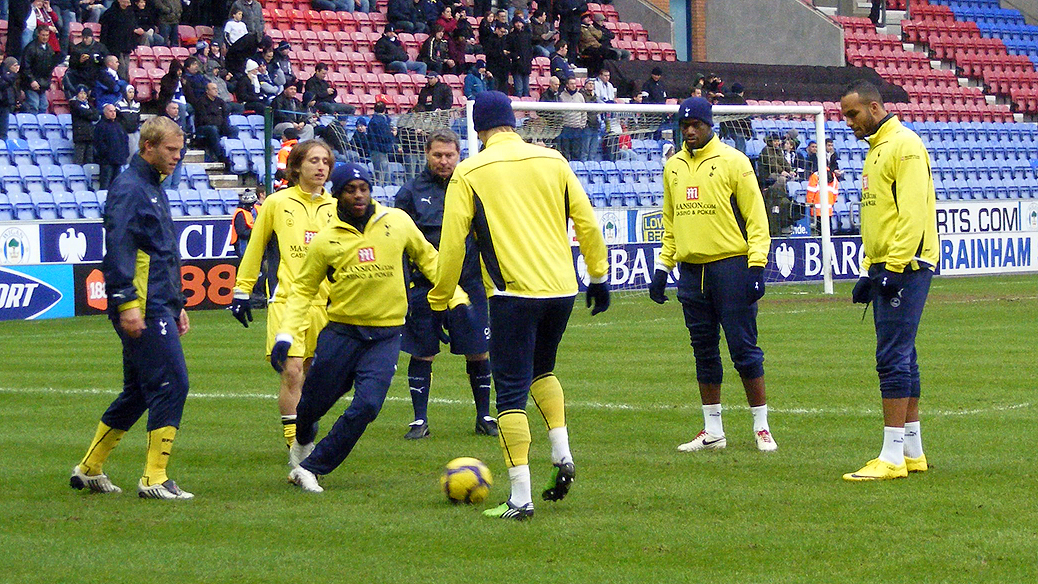
Guðjohnsen (links) met onder meer Luka Modrić en Sébastien Bassong bij Tottenham.

Guardiola rekende voor het seizoen 2009/10 niet meer op Guðjohnsen en dus mocht de blonde voetballer vertrekken. Hij belandde bij AS Monaco, maar kon onder coach Guy Lacombe niet overtuigen.
In januari 2010 keerde de IJslander terug naar de Premier League. Hij werd voor een half seizoen uitgeleend aan het Tottenham Hotspur van trainer Harry Redknapp. Eerder had hij ook medische testen afgelegd bij West Ham United, dat hem hetzelfde contract aanbod als Tottenham, maar Guðjohnsen koos tot grote ergernis van West Ham United bestuurder David Sullivan voor de Spurs. Tegenover zijn komst stond het vertrek van Giovani Dos Santos. De Mexicaanse middenvelder werd tot het einde van het seizoen verhuurd aan het Turkse Galatasaray van trainer Frank Rijkaard.

### Stoke City en Fulham
In de zomer van 2010, op de laatste dag van de transferperiode, tekende Guðjohnsen een contract voor één seizoen bij Stoke City. Omdat hij bij Monaco niet meer had meegetraind, begon hij met een fysieke achterstand aan het seizoen 2010/11. Hij speelde regelmatig mee met het B-elftal om zijn conditie op peil te houden. Op een handvol invalbeurten na kwam hij niet in actie voor het eerste elftal.
Op 31 januari 2011, opnieuw op de laatste dag van de transferperiode, werd Guðjohnsen tot het einde van het seizoen uitgeleend aan het Fulham van trainer Martin Jol. Hij speelde tien wedstrijden voor The Cottagers en keerde vervolgens terug naar Stoke City, dat zijn contract niet verlengde.

### AEK Athene
Op 19 juli 2011 vertrok de IJslander naar Griekenland. Hij vond er onderdak bij AEK Athene, dat hem een contract voor twee seizoenen aanbood. Opnieuw kon hij ook rekenen op interesse van West Ham United en Swansea City. De polyvalente speler werd als ster onthaald en kon op zo'n 2.500 supporters rekenen bij zijn aankomst op de luchthaven van Athene. Guðjohnsen begon goed aan het seizoen, maar op 15 oktober blesseerde hij zich ernstig in de derby tegen Olympiakos. Hij botste op doelman Franco Costanzo en brak zijn been.
Omdat de club in financiële moeilijkheden zat, werd in juli 2012 besloten om zijn contract stop te zetten. Twee maanden later mocht hij dankzij zijn manager testen bij het Amerikaanse Seattle Sounders. Hij speelde met het B-elftal een wedstrijd tegen Chivas USA en wist meteen te scoren. Tot een contract kwam het echter niet.

### Cercle Brugge
Op 2 oktober 2012 belandde Guðjohnsen via zijn landgenoot en collega Arnar Viðarsson opnieuw in België. Hij tekende bij Cercle Brugge een contract tot het einde van het seizoen. In geen tijd werd hij een sterkhouder bij de hekkensluiter in de Jupiler Pro League. Zo scoorde hij het enige doelpunt in een derby tegen Club Brugge, waardoor de rivalen uit de beker vlogen.

### Club Brugge
Op 13 januari 2013 stapte Guðjohnsen over naar stadsrivaal Club Brugge. De IJslander tekende een contract tot 2014. Guðjohnsen wordt bij blauw-zwart herenigd met sportief directeur Arnar Grétarsson, die hem destijds ook naar AEK Athene haalde. Op 28 februari 2013 maakte hij een doelpunt in de derby tegen Cercle Brugge. Hij vierde zijn doelpunt niet. Club Brugge won de wedstrijd met 0–3, waarmee Cercle zo goed als zeker als laatste zou eindigen en zo play-off III moest aanvangen.

### Bolton Wanderers
Na het aflopen van zijn contract bij Club Brugge ging Guðjohnsen meetrainen bij Bolton Wanderers. Hier tekende hij in december 2014 een contract voor de rest van het seizoen. Dat eindigde op de achttiende plaats in de Championship.

### Shijiazhuang Ever Bright, Molde en Pune City
Guðjohnsen tekende in juli 2015 bij Shijiazhuang Ever Bright, de nummer acht van de China Super League in het voorgaande seizoen. Dit lijfde hem transfervrij in. Na veertien wedstrijden maakte hij in februari 2016 de overstap naar de Noorse club Molde FK. In augustus ging hij naar India waar hij in het seizoen 2016 van de Indian Super League voor FC Pune City uitkwam.

## Statistieken
| Seizoen | Club                     | Land                 | Competitie          | Competitie | Competitie | Beker | Beker | Ligabeker | Ligabeker | Supercup | Supercup | Internat. beker | Internat. beker | Totaal | Totaal |
| Seizoen | Club                     | Land                 | Competitie          | Wed.       | Goals      | Wed.  | Goals | Wed.      | Goals     | Wed.     | Goals    | Wed.            | Goals           | Wed.   | Goals  |
| ------- | ------------------------ | -------------------- | ------------------- | ---------- | ---------- | ----- | ----- | --------- | --------- | -------- | -------- | --------------- | --------------- | ------ | ------ |
| 1995    | Valur Reykjavík          | Vlag van IJsland     | Úrvalsdeild         | 17         | 7          |       |       | —         | —         | —        | —        | —               | —               | 17     | 7      |
| 1995/96 | PSV                      | Vlag van Nederland   | Eredivisie          | 13         | 3          |       |       | —         | —         | —        | —        | 2               | 0               | 15     | 3      |
| 1996/97 | PSV                      | Vlag van Nederland   | Eredivisie          | 0          | 0          | 0     | 0     | —         | —         | —        | —        | 0               | 0               | 0      | 0      |
| 1998    | → KR Reykjavik           | Vlag van IJsland     | Úrvalsdeild         | 6          | 0          |       |       | —         | —         | —        | —        | —               | —               | 6      | 0      |
| 1998/99 | Bolton Wanderers         | Vlag van Engeland    | First Division      | 17         | 5          | 0     | 0     | 1         | 0         | —        | —        | —               | —               | 18     | 5      |
| 1999/00 | Bolton Wanderers         | Vlag van Engeland    | First Division      | 42         | 14         | 5     | 4     | 8         | 3         | —        | —        | —               | —               | 55     | 21     |
| 2000/01 | Chelsea                  | Vlag van Engeland    | Premier League      | 30         | 10         | 3     | 3     | 1         | 0         | 1        | 0        | 2               | 0               | 37     | 13     |
| 2001/02 | Chelsea                  | Vlag van Engeland    | Premier League      | 32         | 14         | 7     | 3     | 5         | 3         | —        | —        | 3               | 3               | 47     | 23     |
| 2002/03 | Chelsea                  | Vlag van Engeland    | Premier League      | 35         | 10         | 5     | 0     | 2         | 0         | —        | —        | 2               | 0               | 44     | 10     |
| 2003/04 | Chelsea                  | Vlag van Engeland    | Premier League      | 26         | 6          | 4     | 2     | 1         | 2         | —        | —        | 10              | 3               | 41     | 13     |
| 2004/05 | Chelsea                  | Vlag van Engeland    | Premier League      | 37         | 12         | 3     | 1     | 6         | 1         | —        | —        | 11              | 2               | 57     | 16     |
| 2005/06 | Chelsea                  | Vlag van Engeland    | Premier League      | 26         | 2          | 3     | 1     | 1         | 0         | 1        | 0        | 6               | 0               | 37     | 3      |
| 2006/07 | FC Barcelona             | Vlag van Spanje      | Primera División    | 25         | 5          | 6     | 3     | —         | —         | 1        | 0        | 9               | 3               | 41     | 11     |
| 2007/08 | FC Barcelona             | Vlag van Spanje      | Primera División    | 23         | 2          | 6     | 1     | —         | —         | —        | —        | 8               | 0               | 37     | 3      |
| 2008/09 | FC Barcelona             | Vlag van Spanje      | Primera División    | 24         | 3          | 5     | 1     | —         | —         | —        | —        | 5               | 0               | 34     | 4      |
| 2009/10 | AS Monaco                | Vlag van Monaco      | Ligue 1             | 9          | 0          | 1     | 0     | 1         | 0         | —        | —        | —               | —               | 11     | 0      |
| 2009/10 | → Tottenham Hotspur      | Vlag van Engeland    | Premier League      | 11         | 1          | 3     | 1     | 0         | 0         | —        | —        | —               | —               | 14     | 2      |
| 2010/11 | Stoke City               | Vlag van Engeland    | Premier League      | 4          | 0          | 0     | 0     | 1         | 0         | —        | —        | —               | —               | 5      | 0      |
| 2010/11 | → Fulham                 | Vlag van Engeland    | Premier League      | 10         | 0          | 0     | 0     | 0         | 0         | —        | —        | —               | —               | 10     | 0      |
| 2011/12 | AEK Athene               | Vlag van Griekenland | Super League        | 10         | 1          | 0     | 0     | —         | —         | —        | —        | 4               | 0               | 14     | 1      |
| 2012/13 | Cercle Brugge            | Vlag van België      | Jupiler Pro League  | 13         | 6          | 1     | 1     | —         | —         | —        | —        | —               | —               | 14     | 7      |
| 2012/13 | Club Brugge              | Vlag van België      | Jupiler Pro League  | 18         | 3          | 0     | 0     | —         | —         | —        | —        | 0               | 0               | 18     | 3      |
| 2013/14 | Club Brugge              | Vlag van België      | Jupiler Pro League  | 28         | 4          | 0     | 0     | —         | —         | —        | —        | 2               | 0               | 30     | 4      |
| 2014/15 | Bolton Wanderers         | Vlag van Engeland    | Championship        | 21         | 5          | 3     | 1     | —         | —         | —        | —        | 0               | 0               | 24     | 6      |
| 2015/16 | Shijiazhuang Ever Bright | Vlag van China       | Super League        | 14         | 1          | 0     | 0     | —         | —         | —        | —        | 0               | 0               | 14     | 1      |
| 2016    | Molde FK                 | Vlag van Noorwegen   | Tippeligaen         | 13         | 1          | 0     | 0     | —         | —         | —        | —        | 0               | 0               | 13     | 1      |
| 2016    | Pune City                | Vlag van India       | Indian Super League | 0          | 0          | 0     | 0     | 0         | 0         | 0        | 0        | 0               | 0               | 0      | 0      |
| Totaal  | Totaal                   | Totaal               | Totaal              | 494        | 115        | 55    | 22    | 27        | 9         | 3        | 0        | 64              | 11              | 653    | 157    |

## Interlandcarrière
Guðjohnsen speelde op 24 april 1996 zijn eerste interland voor IJsland. In Tallinn mocht hij na rust invallen in een vriendschappelijk duel tegen Estland. Hij verving die dag als zeventienjarige zijn vader Arnór Guðjohnsen, die toen 34 jaar was. Daarmee waren ze de eerste vader en zoon die in dezelfde interland speelden. De twee Guðjohnsens wilden ook samen op het veld staan, maar die gelegenheid werd uitgesteld zodat ze kon plaatsvinden voor eigen publiek. Eiður brak echter zijn been tijdens een jeugdinterland en was daardoor lange tijd out. De geplande interland met zijn vader kwam er daardoor nooit.
Guðjohnsen speelde meer dan tachtig interlands en scoorde daarin meer dan twintig keer. Hij speelde op 18 juni 2016 op 37-jarige leeftijd voor het eerst op een groot interlandtoernooi. Die dag speelde IJsland in de groepsfase van het EK 2016 met 1-1 gelijk tegen Hongarije. Guðjohnsen viel die wedstrijd in de 84e minuut in voor Kolbeinn Sigþórsson. Hij kwam op dit toernooi ook in actie tijdens de met 5-2 verloren kwartfinale tegen Frankrijk. Hij viel die wedstrijd in de 83e minuut in voor Kolbeinn. Guðjohnsen speelde nooit met IJsland op een WK.

## Erelijst
| Competitie                           |        |                  |     |     |
| Competitie                           | Aantal | Jaren            |     |     |
| PSV                                  | PSV    | PSV              | PSV | PSV |
| ------------------------------------ | ------ | ---------------- | --- | --- |
| Eredivisie                           | 1x     | 1996/97          |     |     |
| KNVB beker                           | 1x     | 1995/96          |     |     |
| Johan Cruijff Schaal                 | 1x     | 1996             |     |     |
| Chelsea                              |        |                  |     |     |
| Premier League                       | 2x     | 2004/05, 2005/06 |     |     |
| Football League Cup                  | 1x     | 2004/05          |     |     |
| FA Charity Shield / Community Shield | 2x     | 2000, 2005       |     |     |
| FC Barcelona                         |        |                  |     |     |
| Internationaal                       |        |                  |     |     |
| UEFA Champions League                | 1x     | 2008/09          |     |     |
| UEFA Super Cup                       | 1x     | 2009             |     |     |
| Nationaal                            |        |                  |     |     |
| Primera División                     | 1x     | 2008/09          |     |     |
| Copa del Rey                         | 1x     | 2008/09          |     |     |
| Supercopa de España                  | 2x     | 2006, 2009       |     |     |